# 乙酸亚铁
乙酸铁(II)或乙酸亚铁是一种白色或浅棕色固体离子化合物。它在水中的溶解度很高，可以形成浅绿色的四水合物。乙酸铁(II)的制备是通过铁屑和乙酸发生反应。一般用于在印染工业被作为媒染剂。

## 制备
乙酸亚铁由氢还原的铁和乙酸反应得到，产物在氢氧化钠上干燥。
Fe + 2 HAc → Fe(Ac)2 + H2↑